# Melpomene andicola
Melpomene andicola là một loài thực vật có mạch trong họ Polypodiaceae. Loài này được (Stolze) A.R. Sm. & R.C. Moran ex Luteyn miêu tả khoa học đầu tiên năm 1999.